# Gare de Dompierre-Sept-Fons
Ne doit pas être confondu avec Gare de Dompierre ou Gare de Dompierre-sur-Mer.
La gare de Dompierre-Sept-Fons, est une gare ferroviaire française de la ligne de Moulins à Mâcon située sur la commune de Dompierre-sur-Besbre, à proximité de l’Abbaye de Sept-Fons, dans le département de l’Allier en région Auvergne-Rhône-Alpes.
C'est une gare de la Société nationale des chemins de fer français (SNCF) du réseau TER Auvergne-Rhône-Alpes, desservie par des trains express régionaux.

## Situation ferroviaire
Établie à 229 mètres d'altitude, la gare de Dompierre-Sept-Fons est située au point kilométrique (PK) 27,752 de la ligne de Moulins à Mâcon, entre les gares ouvertes de Moulins-sur-Allier (s'intercalent les gares fermées de Thiel-sur-Acolin et Montbeugny) et Gilly-sur-Loire (s'intercale la gare fermée de Diou).

## Histoire
En 1869, la Compagnie des chemins de fer de Paris à Lyon et à la Méditerranée ouvre la section de Moulins à Digoin de sa ligne de Moulins à Mâcon, comprenant la gare de Dompierre-Sept-Fons, facilitant ainsi le déplacement des personnes et le transport des marchandises. 
La gare devient une station de correspondance avec la création de la ligne de chemin de fer secondaire à voie métrique du chemin de fer de Dompierre à Lapalisse en 1893,  réalisé par une filiale des moines de Bert et qui réutilisait la plateforme de l'ancienne ligne minière. Après la faillite de la compagnie d'exploitation, celle-ci est intégrée au réseau ferré secondaire de l'Allier exploité pour le compte du département par la Société générale des chemins de fer économiques (dite SE). Concurrencée par le développement des véhicules automobiles, les lignes de ce réseau secondaire sont durement en déficit, et le département décide la fermeture de la ligne qui intervient le 1er juin 1939,.

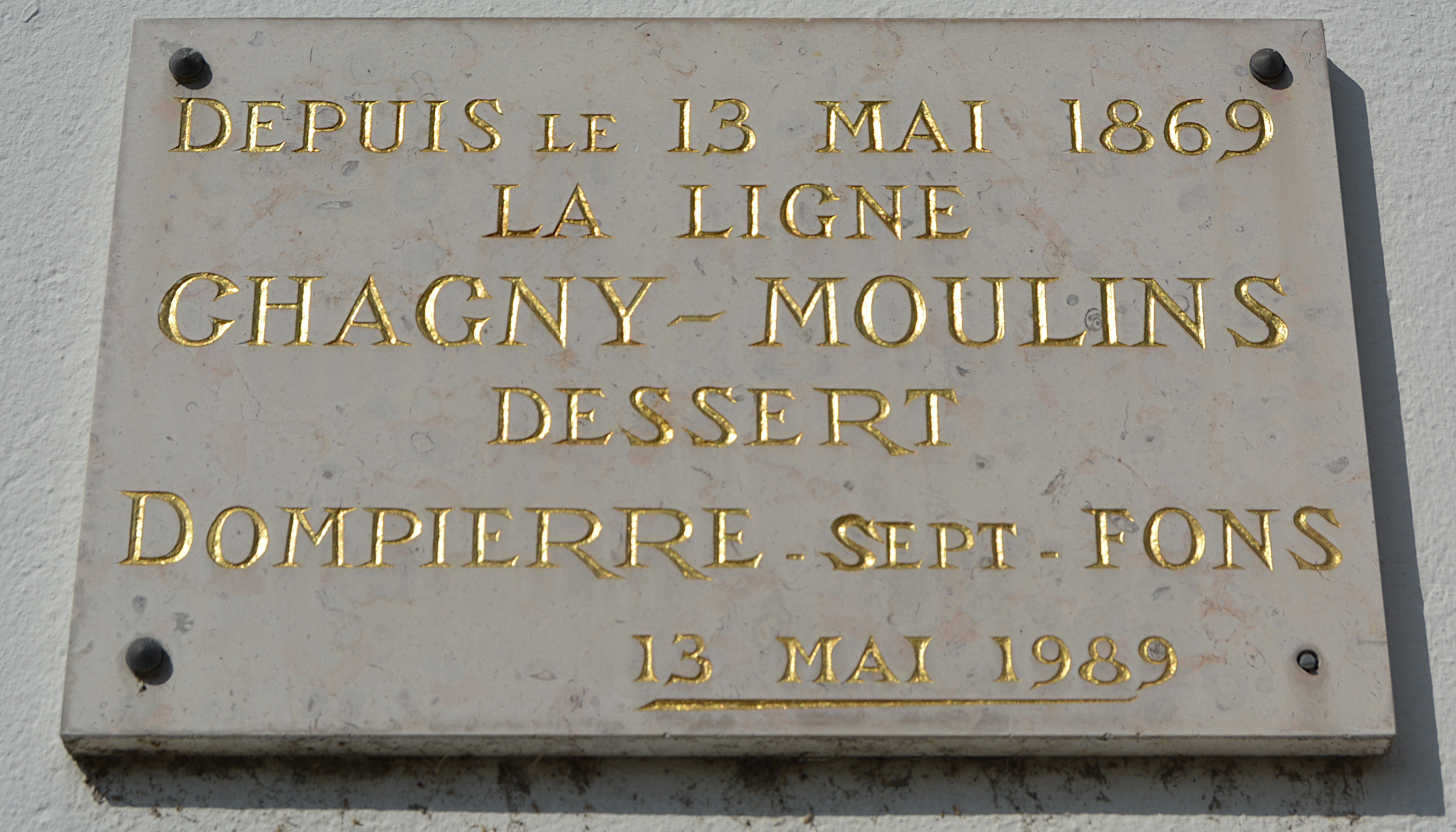
Plaque commémorative de l'ouverture de la ligne PLM
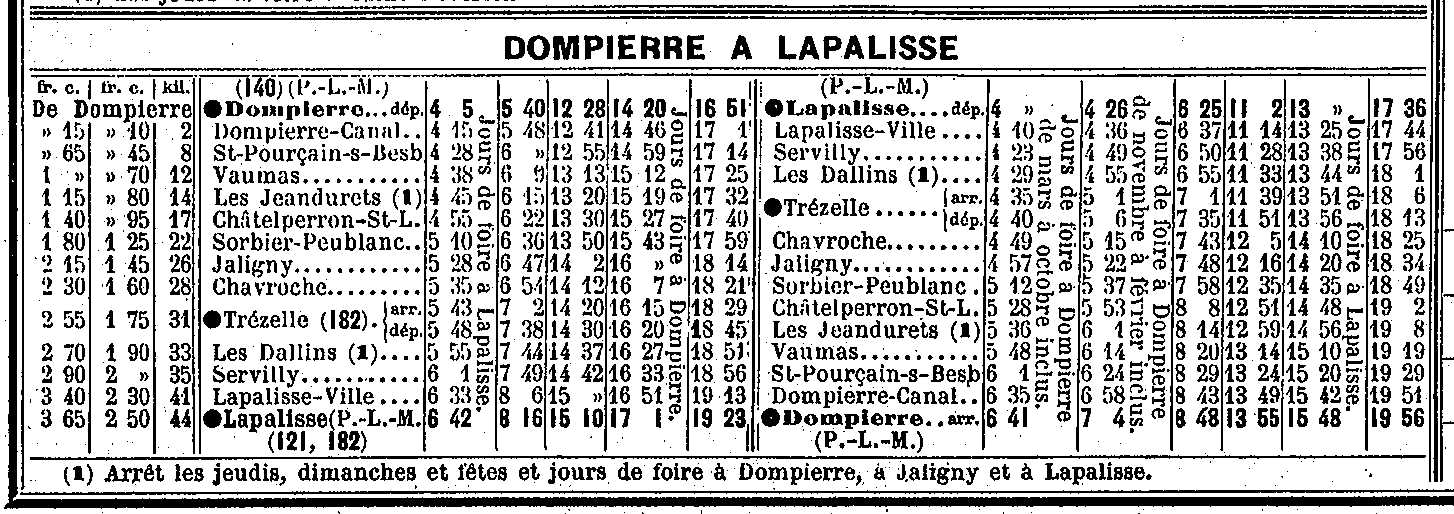
Horaires de la ligne de Dompierre à Lapalisse en mai 1914

## Fréquentation
De 2023 à 2015, selon les estimations de la SNCF, la fréquentation annuelle de la halte s'élève aux nombres indiqués dans le tableau ci-dessous.
| Année     | 2023   | 2022   | 2021   | 2020  | 2019   | 2018   | 2017   | 2016   | 2015   |
| --------- | ------ | ------ | ------ | ----- | ------ | ------ | ------ | ------ | ------ |
| Voyageurs | 20 117 | 19 909 | 13 852 | 9 188 | 14 413 | 15 074 | 17 524 | 16 866 | 17 781 |

## Service des voyageurs

### Accueil
Gare SNCF, elle dispose d’un bâtiment voyageurs, avec guichets ouverts tous les jours. C'est une gare « Accès TER » avec des aménagements, équipements et services pour les personnes à mobilité réduite. 

### Desserte
Dompierre-Sept-Fons est une gare régionale SNCF, du réseau TER Auvergne-Rhône-Alpes, desservie par des trains express régionaux de la relation Dijon-Ville (ou Paray-le-Monial) - Moulins-sur-Allier.

### Intermodalité
Située à 300 mètres du centre ville, elle dispose d'un abri pour les vélos et d'un parking pour les véhicules. En complément de la desserte ferroviaire, elle est desservie par des cars TER de la relation Paray-le-Monial - Moulins-sur-Allier.